# إيبوليتا ماريا سفورزا
إيبوليتا ماريا سفورزا (18 أبريل 1446 - 20 أغسطس 1484) دوقة كالابريا، وفرد من عائلة سفورزا الإيطالية التي حكمت دوقية ميلان في الفترة من 1450 حتى 1535. كانت الزوجة الأولى لألفونسو دوق كالابريا، الذي حكم في وقت لاحق باسم ألفونسو الثاني ملك نابولي.